# الإسلام في هيوستن
الإسلام في هيوستن، هو دين المجموعة العرقية الإسلامية، تضم مدينة هيوستن أكبر عدد من المسلمين في تكساس وأكبر عدد من المسلمين في جنوب الولايات المتحدة الأمريكية.

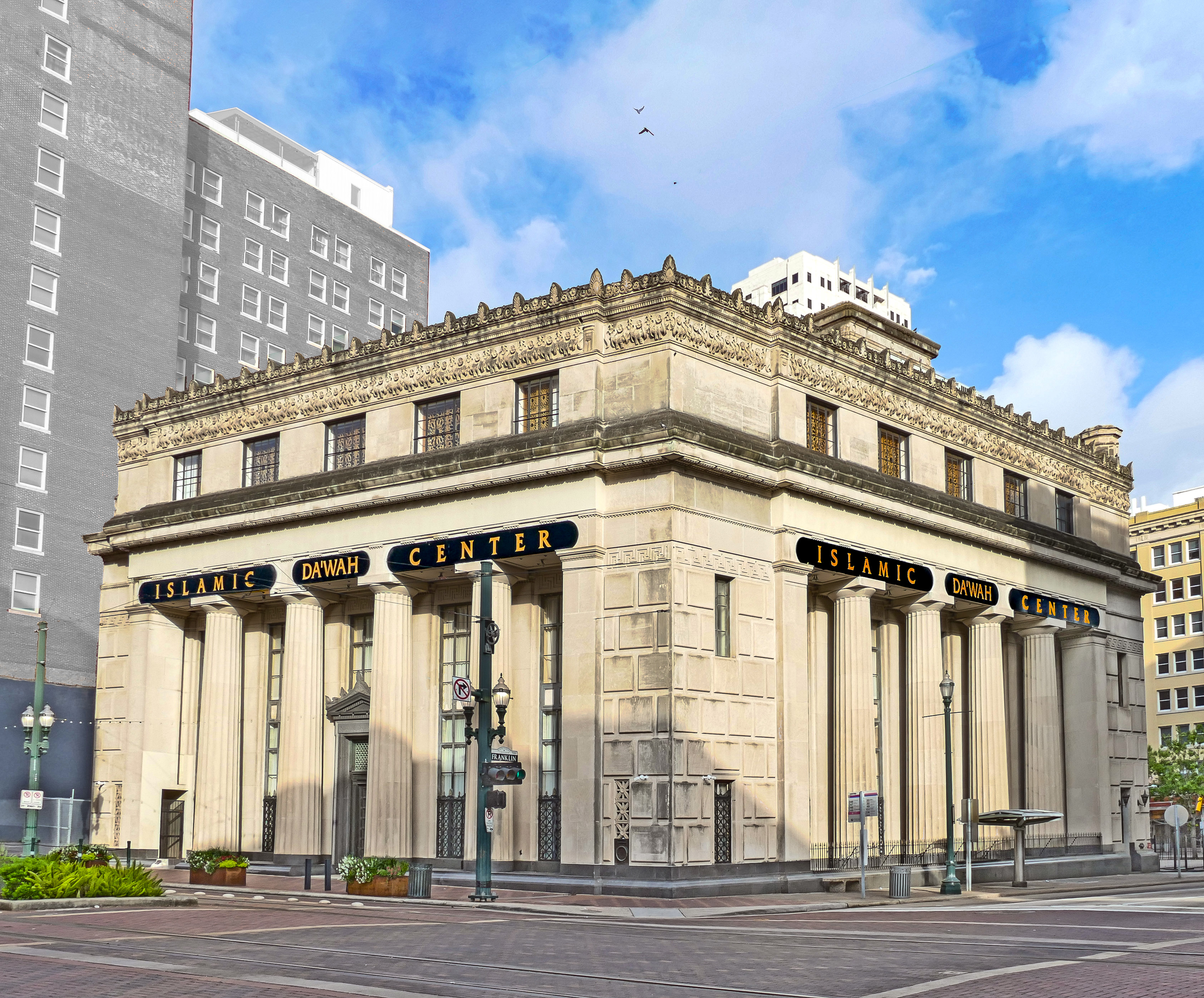
مركز الدعوة الإسلامية في وسط مدينة هيوستن

## السكان
في  عام 2012، بلغ عدد السكان المسلمين في هيوستن حوالي 63000 نسمة، يوجد الآن أكثر من 209 مسجدًا وعدد كبير من المراكز الدينية، وأكبرها مسجد النور التابع لجمعية النور في هيوستن الكبرى.

## المساجد

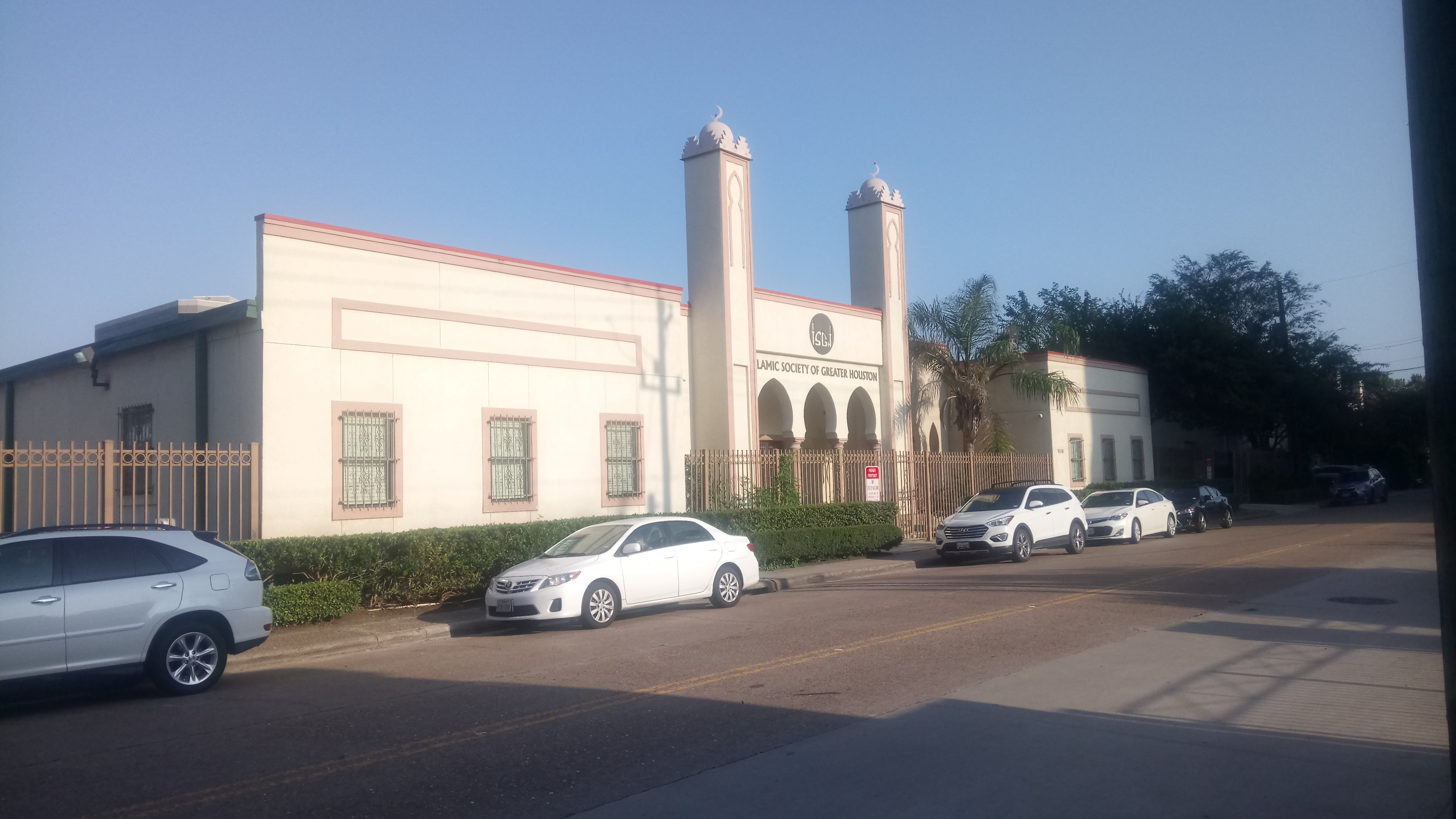
المقر الرئيسي للجمعية الإسلامية في هيوستن الكبرى

في الخمسينيات من القرن الماضي، بدأت مجموعة من المسلمين بتأسيس مسجد الإسلام. وفي عام 1987 تأسست جمعية النور.
في عام 2016، بلغ نمو الإسلام في المنطقة ذروته مع خلفية عرقية غالبة من جنوب آسيا والشرق الأوسط والأفارقة والأتراك والإندونيسيين.
عام 2000، كان أكثر من 70٪ من المسلمين في هيوستن من أصول باكستانية. اعتبارًا من عام 2000، يعيش معظم المهاجرين المسلمين القدماء في شمال وشمال غرب هيوستن بينما يعيش معظم المهاجرين المسلمين الجدد في جنوب غرب هيوستن.

## الحياة الاجتماعية
منذ عام 2014، كان في منطقة هيوستن حوالي 50 مطعمًا حاصلًا على شهادة ذبح حلال، يوجد في هيوستن بعض المطاعم التي تقدم وجبات الإفطار خلال شهر رمضان للعائلات التي لا تستطيع الطهي.

## السياسة
اُنتخب أول مسلم يحصل على مقعد في مجلس هيوستن. وقد دعم مجتمع المسلمين في هيوستن حملته.
في عام 2021، أصبح الباكستاني الأمريكي ياسر بشير أول مساعد مسلم لرئيس شرطة هيوستن.

## التعليم
المدارس الإسلامية التي تديرها الجمعية الإسلامية في هيوستن الكبرى هي: مدارس دار الأرقم، مركز التعليم الإسلامي، مدرسة الهادي للتعلم السريع، أكاديمية إيمان وهي نظام مدرسي إسلامي مستقل.